# Skynd
Skynd (Eigenschreibweise SKYND, IPA: ˈskɪnd) ist ein Musikprojekt, das aus Sängerin Skynd und Multiinstrumentalist Father besteht. Die Musik des Duos ist eine Mischung aus Industrial und Electro. Die Texte handeln von wahren Verbrechen der Neuzeit, die Lieder sind nach Mördern oder Mordopfern benannt. Die Musik und die Musikvideos werden ausschließlich über die Neuen Medien wie YouTube, Spotify oder Apple Music veröffentlicht und dort millionenfach aufgerufen.

## Bandgeschichte
Skynd und Father lernten sich 2017 auf einer Strandparty in Australien kennen. Die erste Single mit dem Titel Elisa Lam wurde am 28. Mai 2018 digital veröffentlicht und erreicht bislang über 1 Million Klicks, das Musikvideo erreichte 2 Millionen Klicks. Am 18. Juli folgte die zweite Single Gary Heidnik, auf der als Gastsänger Jonathan Davis von Korn zu hören ist. Das Lied wurde bislang 2 Millionen Mal aufgerufen, das Musikvideo 5,2 Millionen Mal. Die EP Chapter I erschien am 15. August 2018 und enthielt die beiden Singles und das Stück Richard Ramírez. Am 26. Juli 2019 erschien die EP Chapter II, gefolgt von den Singles Columbine (2020), Michelle Carter (2021) und Chris Watts (2022). Skynd war für die Heavy Music Awards 2020 in der Kategorie Best International Breakthrough Artist nominiert und spielte bereits auf bekannten Festivals wie dem Wacken Open Air, dem Download-Festival und bei Rock am Ring.
Das Duo legt Wert auf Anonymität, die Öffentlichkeit kennt weder die bürgerlichen Namen noch die Herkunft der Mitglieder. Zwar wird in einigen Quellen vermutet, dass sich hinter Skynd die Schweizer Sängerin Marina Ortega verbirgt, dies wurde bislang jedoch nicht bestätigt. Bei Interviews treten die Musiker maskiert auf, neben ihnen platzieren sie eine Puppe namens „Skynd Doll“, die das Alter Ego der Sängerin darstellen soll. Ihre Fanbasis bezeichnet die Band als „Skyndicate“.
Im Frühsommer 2023 begleitete Skynd die amerikanische Metalcore-Band Ice Nine Kills auf deren Europa-Tournee als Vorband.

## Textkonzept

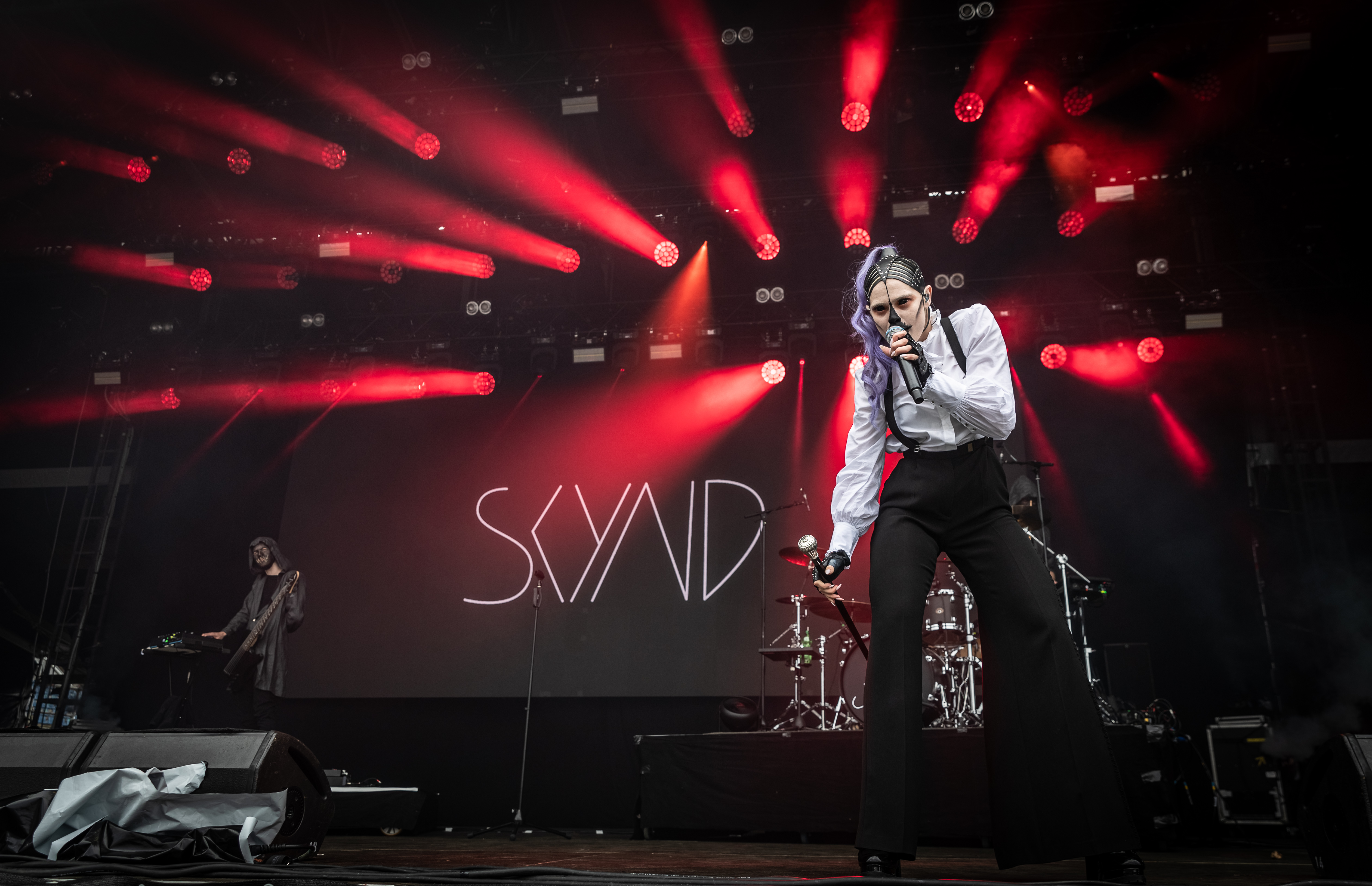
Skynd live bei Rock am Ring 2022

Zwar handeln die Stücke von wahren Verbrechen, und in den Musikvideos werden diese zudem „auf kreative und künstlerische Art und Weise“ nachgestellt, Sängerin Skynd betonte aber, dass sie diese Verbrechen nicht glorifizieren wolle. Ihre Faszination für wahre Verbrechen beruhe auf Erlebnissen in ihrer Kindheit mit einem Fantasiefreund, und sie sei von den Fällen so fasziniert, dass sie vor dem Verfassen der Liedtexte lange Recherchen darüber anstelle. Gegenüber dem britischen Musikmagazin Kerrang! äußerte sie, dass sie einen Dialog über die Verbrechen und deren Hintergründe anstoßen wolle, weist jede Kritik an den Inhalten der Lieder und Musikvideos zurück und fühlt sich von Kritikern missverstanden. Sie beruft sich dabei auf ein Zitat von Duke Ellington, nach dem Kunst gefährlich sei, und wenn sie aufhöre, gefährlich zu sein, werde sie niemand mehr mögen. Besonders Columbine, ein Stück über den Amoklauf an der Columbine High School, erregte so viel Aufmerksamkeit, dass Skynd sich zu einer Erklärung gezwungen sah. Sie betonte, dass es immer noch Gesprächsbedarf über das Verbrechen gebe, dass sie mit dem Unbehagen die Menschen zum Nachdenken bewegen und „einen anderen Blick auf die menschliche Psyche werfen und vielleicht einige Fragen beantworten“ wolle. Außerdem komponierte das Duo abgründige Songs über Michelle Carter, Richard Ramírez, Elisa Lam, Tyler Hadley und den deutschen kannibalischen Triebtäter Armin Meiwes.

## Diskografie
- 2018: Chapter I (EP, Eigenproduktion)
- 2019: Chapter II (EP, Eigenproduktion)
- 2020: Columbine (Digital-Single)
- 2021: Michelle Carter (Digital-Single)
- 2022: Chris Watts (Digital-Single)
- 2022: Armin Meiwes (Digital-Single)
- 2022: John Wayne Gacy (Digital-Single)
- 2023: Edmund Kemper (Digital-Single)
- 2023: Robert Hansen (Digital-Single)
- 2023: Bianca Devins (Digital-Single)
- 2024: Heaven's Gate (Digital-Single)
- 2024: Violets Are Blue (Digital-Single)
- 2025: Aileen Wuornos (Digital-Single)

## Belege
1. 1 2 3  Amy Smith: SKYND // A Criminal Mind. In: Hysteria Mag. 30. Juli 2019, abgerufen am 22. Juni 2022 (englisch).
2. 1 2  Leah J. Terry: Wer ist SKYND? In: downersclub.com. 15. März 2022, abgerufen am 22. Juni 2022.
3. 1 2  Erina Rose: Identity of world’s best, and scariest, singer SKYND revealed. In: poptopic.com. 17. Januar 2020, abgerufen am 22. Juni 2022 (englisch).
4. ↑  Rockpalast - Bands A-Z - Skynd. WDR-Rockpalast, abgerufen am 22. Juni 2022.
5. 1 2  SKYND: Why we wrote a song about Elisa Lam. In: Kerrang! 16. Februar 2021, abgerufen am 22. Juni 2022 (englisch).
6. ↑  Skynd veröffentlichen neues Video ‚Columbine‘. In: darkstars.de. Abgerufen am 22. Juni 2022.